# بانک سونی
بانک سونی (ژاپنی: ソニーバンク, ソニー銀行) شرکت خدمات مالی و بانکداری ژاپنی است، که در سال ۲۰۰۱ توسط شرکت سونی تأسیس شد.